# Margaret Varner
Margaret Varner (* 4. Oktober 1927 in El Paso, Texas, verheiratete Margaret Bloss) ist eine ehemalige US-amerikanische Badminton-, Tennis-, Squashspielerin und Reitstallbesitzerin.

## Karriere
Margaret Varner gewann dreimal die All England im Badminton und zweimal die offenen US-Meisterschaften. Auch im Tennis und Squash verzeichnete sie sportliche Erfolge. Im Squash wurde sie zwischen 1960 und 1963 viermal in Folge US-amerikanischer Meister und wurde zudem in die Nationalmannschaft berufen.
Im Jahr 2000 wurde sie vom amerikanischen Squashverband in die US Squash Hall of Fame aufgenommen. Da sie auch Mitglied in der Hall of Fame des amerikanischen Badmintonverbandes ist, hält Varner gleich zwei Rekorde: Sie ist die einzige Amerikanerin, die in den Sportarten Squash und Badminton jeweils einen nationalen Titel gewinnen konnte und in beiden nationalen Hall of Fames aufgeführt wird. Durch ihren Finaleinzug 1958 in der Damenkonkurrenz von Wimbledon ist sie zudem die einzige amerikanische Sportlerin, die in allen drei Schlägerdisziplinen auf Topniveau spielte.
Nach ihrer Karriere im Racketsport begann sie eine Laufbahn im Reitsport.

## Erfolge im Badminton
| Saison | Veranstaltung | Disziplin | Platz | Partner      |
| ------ | ------------- | --------- | ----- | ------------ |
| 1955   | US Open       | Einzel    | 1     | -            |
| 1955   | All England   | Einzel    | 1     | -            |
| 1956   | All England   | Einzel    | 1     | -            |
| 1957   | All England   | Einzel    | 2     | -            |
| 1958   | All England   | Einzel    | 2     | -            |
| 1958   | All England   | Doppel    | 1     | Heather Ward |
| 1960   | US Open       | Mixed     | 1     | Finn Kobberø |
| 1960   | All England   | Einzel    | 2     | -            |